# Neastacilla magellanica
Neastacilla magellanica är en kräftdjursart som först beskrevs av Axel Ohlin 1901.  Neastacilla magellanica ingår i släktet Neastacilla och familjen Arcturidae. Inga underarter finns listade i Catalogue of Life.